# Paradise (Montana)
Paradise es un lugar designado por el censo ubicado en el condado de Sanders en el estado estadounidense de Montana. En el Censo de 2010 tenía una población de 163 habitantes y una densidad poblacional de 234,83 personas por km².

## Geografía
Paradise se encuentra ubicado en las coordenadas 47°23′6″N 114°47′43″O / 47.38500, -114.79528. Según la Oficina del Censo de los Estados Unidos, Paradise tiene una superficie total de 0.69 km², de la cual 0.64 km² corresponden a tierra firme y (7.84%) 0.05 km² es agua.

## Demografía
Según el censo de 2010, había 163 personas residiendo en Paradise. La densidad de población era de 234,83 hab./km². De los 163 habitantes, Paradise estaba compuesto por el 95.09% blancos, el 0% eran afroamericanos, el 0.61% eran amerindios, el 0.61% eran asiáticos, el 0% eran isleños del Pacífico, el 1.23% eran de otras razas y el 2.45% pertenecían a dos o más razas. Del total de la población el 4.29% eran hispanos o latinos de cualquier raza.